# Sätila
Denna artikel handlar om tätorten Sätila. För socknen, se Sätila socken.
Sätila ([²säːtila]) är en tätort i Marks kommun och kyrkbyn i Sätila socken i sydvästra Västergötland. Den ligger vid Storåns utlopp i Lygnern. Sätila ligger 20 kilometer nordväst om kommuncentret Kinna, 45 kilometer sydost om Göteborg, 45 kilometer sydväst om Borås och 30 kilometer öster om Kungsbacka. Folkmängden uppgick år 2020 till 1 351 invånare.

## Befolkningsutveckling
| Befolkningsutvecklingen i Sätila 1960–2020 | Befolkningsutvecklingen i Sätila 1960–2020 | Befolkningsutvecklingen i Sätila 1960–2020 | Befolkningsutvecklingen i Sätila 1960–2020 | Befolkningsutvecklingen i Sätila 1960–2020 |
| ------------------------------------------ | ------------------------------------------ | ------------------------------------------ | ------------------------------------------ | ------------------------------------------ |
|                                            |                                            |                                            |                                            |                                            |
| År                                         |                                            |                                            | Folkmängd                                  | Areal (ha)                                 |
| 1960                                       | 1960                                       |                                            | 356                                        |                                            |
| 1965                                       | 1965                                       |                                            | 382                                        |                                            |
| 1970                                       | 1970                                       |                                            | 537                                        |                                            |
| 1975                                       | 1975                                       |                                            | 657                                        |                                            |
| 1980                                       | 1980                                       |                                            | 670                                        |                                            |
| 1990                                       | 1990                                       |                                            | 883                                        | 94                                         |
| 1995                                       | 1995                                       |                                            | 857                                        | 97                                         |
| 2000                                       | 2000                                       |                                            | 837                                        | 97                                         |
| 2005                                       | 2005                                       |                                            | 901                                        | 97                                         |
| 2010                                       | 2010                                       |                                            | 1 059                                      | 108                                        |
| 2015                                       | 2015                                       |                                            | 1 210                                      | 166                                        |
| 2020                                       | 2020                                       |                                            | 1 351                                      | 170                                        |
|                                            |                                            |                                            |                                            |                                            |

## Samhället
I orten ligger Sätila kyrka och mössföretaget Sätila of Sweden som gjorde Stenmarksmössan. I orten verkar även andra företag, såsom Sätila Bygg, Nykab, Monzon och Swedefish. Det finns en 0-9-skola, flera dagis/förskolor, mataffär (Carlssons Affär), bank (Sparbanken Sjuhärad), Apotek (Kronans), vårdcentral och folktandvård. Sedan några år tillbaka finns även ett gym (Hälsohuset) och en crossfitlokal (Hälsoboxen vid Sätila Bygg). Dessutom håller en padelhall på att byggas jämte Hälsoboxen.
Sätila har en kombinerad restaurang och pizzeria, Båthuset, ett pensionat, Kajutan, samt en spaanläggning Lygnern Spa.
Det finns kommunikationer (buss) med Göteborg och Skene/Kinna.

## Idrott
Sätila har flera olika idrottsföreningar med aktiva medlemmar, bland annat Sätila Sportklubb (SSK) och Sätila Basket samt orienteringsklubben OK Räven. Inom Sätila Sportklubb finns aktiva medlemmar från 6 år upp till seniorer i både herr- och damlag. SSK har även en friskvårdssektion som sköter om bland annat elljusspåret och att göra skidspår på vintern. Dessutom finns det numera en boule-sektion.
Basketföreningen Sätila basket, med ett flertal säsonger i damelitserien, är från säsongen 2006/2007 en farmarklubb till elitlaget Mark Basket/Marbo Basket.
I Sätila finns även Karateklubben Wado Kenkyukai.
Längs med Sätila Sand / Lygnevi finns en discgolfbana med 9 hål i strandskogen.

## Personer från Sätila
- Jacob Otto Hoof
- Peter Askergren
- Lars Wilderäng
- Lena Wilderäng

## Bilder

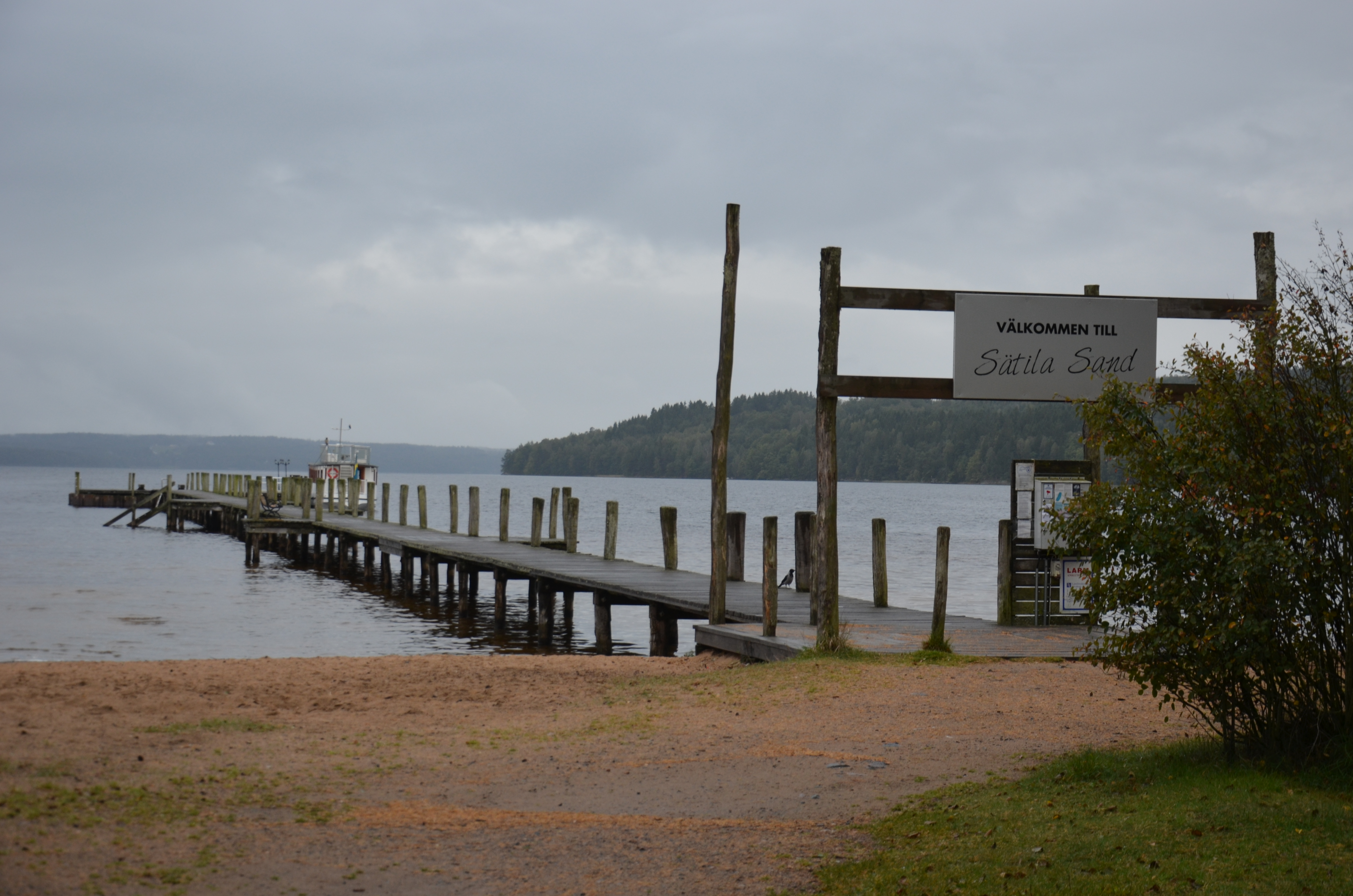
Sätila Sand
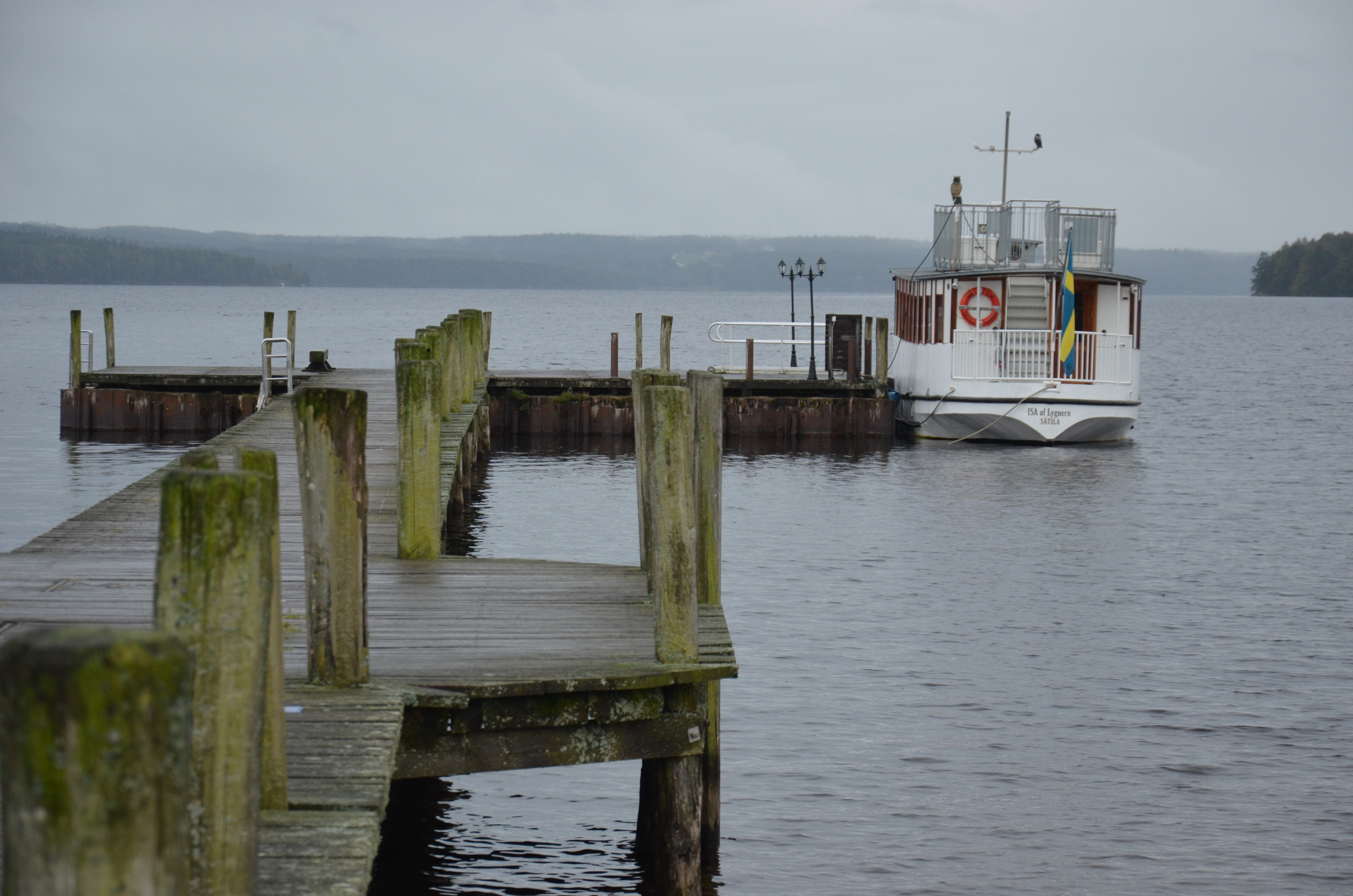
Bryggan i Lygnern vid Sätila Sand
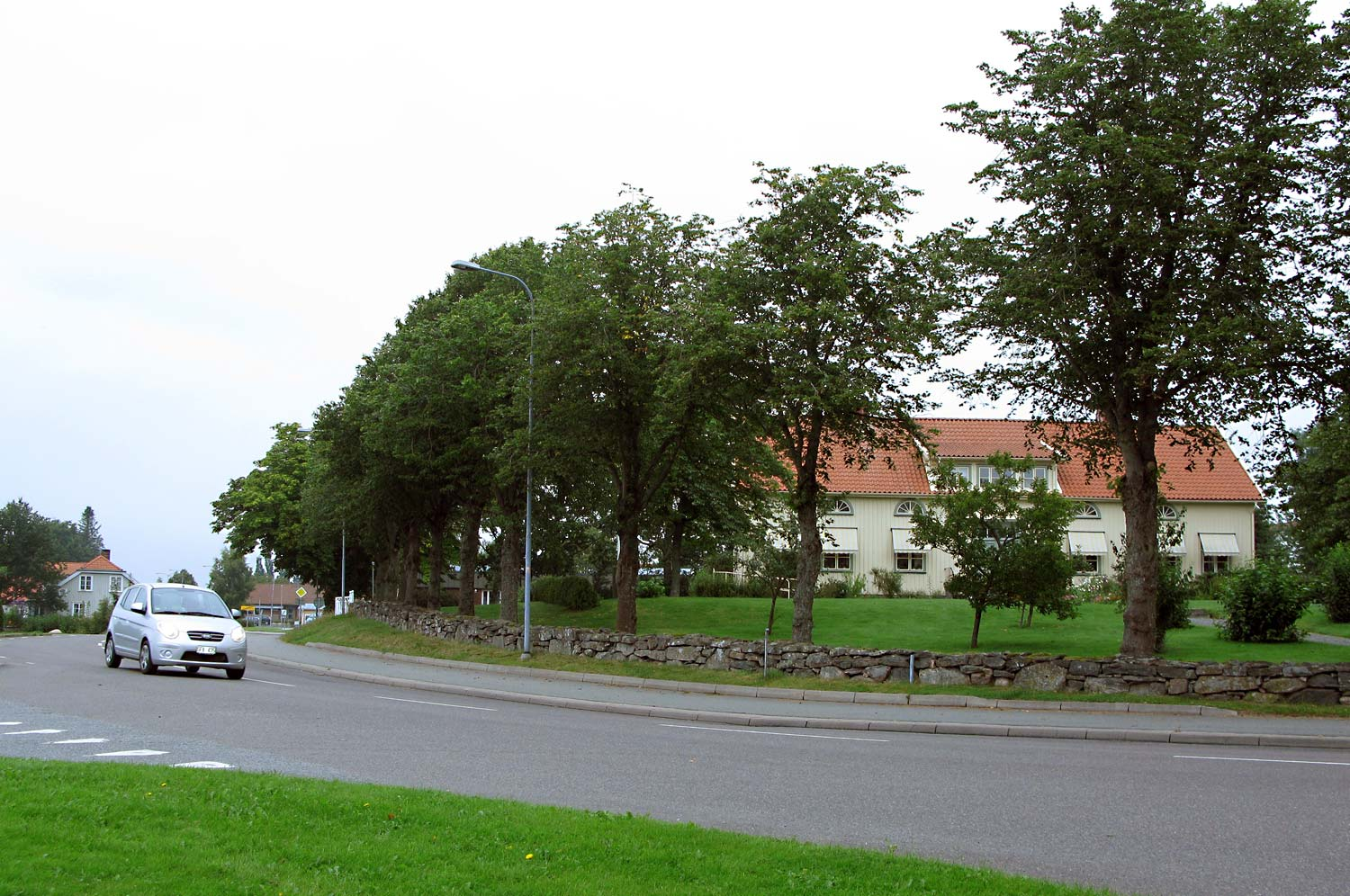
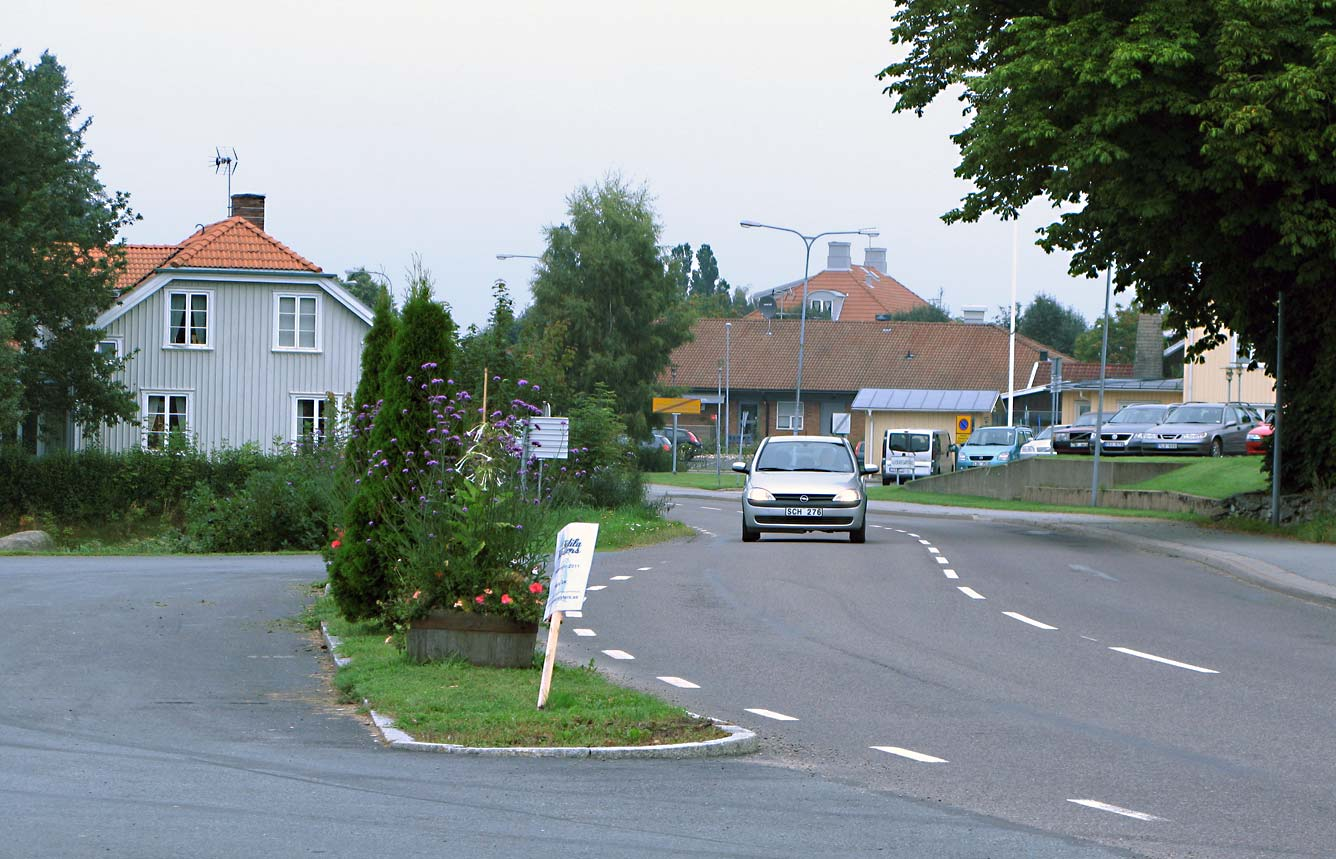